# Jonetani Ralulu

a Compétitions nationales et continentales officielles uniquement.

b Matchs officiels uniquement.
Dernière mise à jour le 15 décembre 2021.
Jonetani Ralulu, né le 30 septembre 1986 à Sigatoka, est un joueur fidjien de rugby à XV qui évolue au poste de demi d'ouverture. Il joue avec l'équipe des Fidji.

## Biographie
Jonetani Ralulu obtient sa première cape internationale à l'occasion d’un test-match contre l'équipe des Samoa. Il joue avec le RCJ Farul Constanța en SuperLiga depuis 2013. Il a également évolué une saison au FC Lourdes.

## Statistiques en équipe nationale
- 14 sélections
- 44 points (13 transformations et 6 pénalités)